# Летковская, Таисия Борисовна
Таисия Борисовна Летковская (девичья фамилия Лунина; 22 мая 1918, Грозный, Терская область — 11 декабря 1982, Грозный) — начальник установки № 18 Грозненского нефтемаслозавода, Герой Социалистического Труда.

## Биография
Русская. После освобождения Северного Кавказа от фашистов в 1943 году Летковская участвовала в восстановлении промышленности Грозного. Она работала на Грозненском нефтемаслозаводе, который производил смазочные материалы для автотранспорта. Впоследствии она была начальником установки контактного коксования.
7 марта 1960 года за успехи в труде ей было присвоено звание Героя Социалистического Труда. Была делегатом XXIV съезда КПСС.
Проживала в Грозном, где и скончалась 11 декабря 1982 года.

## Награды
- Орден Ленина (7 марта 1960);
- медали.